# Neosteneosaurus
Neosteneosaurus is een geslacht van uitgestorven crocodylomorfe Machimosauridae, bekend uit de Oxford Clay uit het Midden-Jura van het Verenigd Koninkrijk en Marnes de Dives in Frankrijk. 

## Naamgeving
De typesoort Steneosaurus edwardsi werd oorspronkelijk benoemd in 1868 als een soort van Steneosaurus door Eugène Eudes Deslongchamps. Verwarrend is dat zijn vader Jacques Armand de soort al in 1866 presenteerde in een lezing maar als een Teleosaurus (Steneosaurus) Edwardsi en hijzelf de publicatie van de naam al aankondigde in 1867. De soortaanduiding eert Henri Milne Edwards. In 2020 benoemden Michela Johnson, Mark T. Young en Stephen Brusatte een apart geslacht Neosteneosaurus, de 'nieuwe Steneosaurus'. De naam Neosteneosaurus was al in 2019 door Johnson vermeld in zijn dissertatie maar bleef een ongeldige nomen ex dissertatione.
Eudes Deslongchamps beschreef in 1867 een reeks syntypen en wees in 1868 geen holotype aan. Daarom werd in 2020 de schedel MNHN.RJN 118 aangewezen als lectotype. Ten onrechte is een tijd gedacht dat dit specimen in 1944 verloren ging bij het bombardement op Caen maar het bevindt zich in de collecties van Parijs.
Steneosaurus durobrivensis is in 2015 door Johnson en Steneosaurus hulkei in 2020 door Johnson e.a. aangewezen als jonger synoniem. De laatste is vermoedelijk een jong exemplaar.

## Beschrijving
In 2015 werd de lichaamslengte geschat op zevenhonderd centimeter, gebaseerd op specimen NHMUK PV R3898, maar later werk suggereert een lengte van zeshonderdzestig centimeter. Zelfs met een dergelijke meting was dit dier de grootste crocodylomorf uit het Midden-Jura.
In 2020 werden twee onderscheidende kenmerken aangegeven. Het zijn autapomorfieën, unieke afgeleide eigenschappen. De achterste tanden zijn minder puntig dan de voorste. Bij de ribben van de borstkas liggen het gewrichtsfacet en het tuberculum op de meest buitenwaarts gelegen rand van de binnenzijde.

## Fylogenie
S. edwardsi werd eerst in de Teleosauridae geplaatst. Neostenosaurus werd in Machimosauridae geplaatst.